# Grandes y San Martín
Grandes y San Martín es un municipio español de la provincia de Ávila, en la comunidad autónoma de Castilla y León. El término municipal, que está formado por los pueblos de Grandes y San Martín de las Cabezas, tiene una población de 32 habitantes (INE 2024).

## Geografía

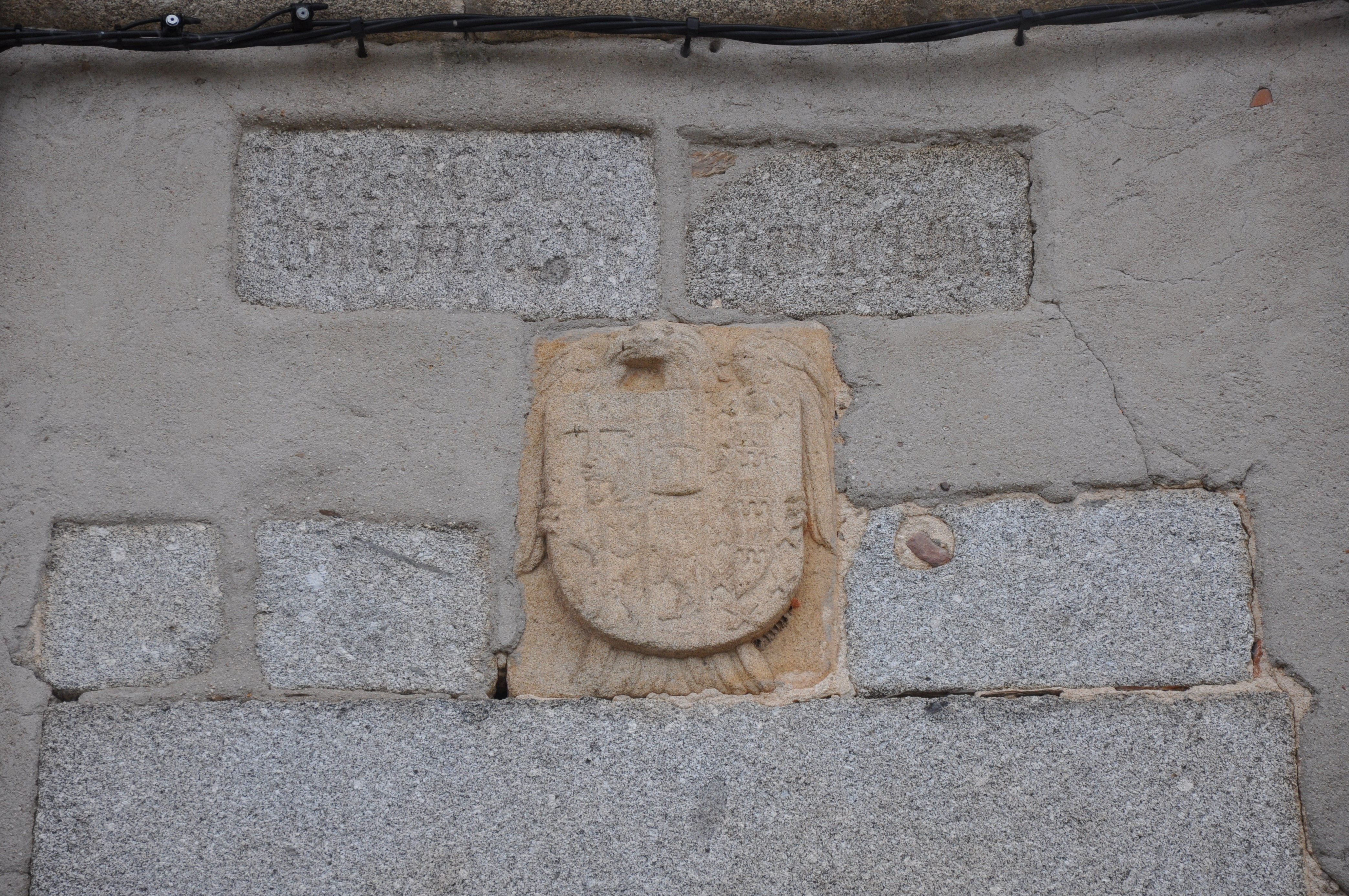
Escudo en San Martín de las Cabezas

Tiene una superficie de 11,59 km² con una población de 46 habitantes y una densidad de 3,97 hab/km².
Se sitúa a 34 km de Ávila.

## Historia
Hacia mediados del siglo XIX, el lugar, ya por entonces con ayuntamiento propio, tenía contabilizada una población de 68 habitantes. Aparece descrito en el octavo volumen del Diccionario geográfico-estadístico-histórico de España y sus posesiones de Ultramar de Pascual Madoz con las siguientes palabras:

GRANDES y SAN MARTIN: l. con ayunt. de la prov. y dióc. de Avila (y leg.), part. jud. de Pidrahita (8), aud. terr. de Madrid (30), y c. g. de Castilla la Vieja (Valladolid 18). sit. en terreno llano: le dominan dos alturas; la una titulada de Miranda por el lado S. y la otra de San Martin de las Cabezas, por N. y O. le combate con mas frecuencia el viento E. y su clima es propenso á calenturas intermitentes y pulmonias: tiene 34 casas distribuidas en dos barrios; los cuales son conocidos con los nombres que sirven de epígrafe á este artículo: casa de ayunt. cárcel en el barrio de San Martin, un palacio, propio del Excmo. Señor deque de la Roca de quien es el pueblo y térm. y en él una huerta con frutas muy buenas, de 11 obradas, con agua suficiente; escuela de instruccion primaria, comun á ambos sexos á la que concurren 14 alumnos que se hallan á cargo de un maestro dotado con 14 fan. de trigo, una igl. parr. (San Juan Degollado) servida por un párroco, cuyo curato es de primer ascenos, de presentacion de S. M. en los meses Apostólicos y del obispo en los ordinarios; en el barrio de San Martin hay una ermita, conocida con el mismo título; y en los afueras de la pobl. una fuente de buenas aguas de las que se utilizan los vec. para sus usos. El térm. confina con Brabos, el Parral y Solada, estendiéndose 1/4 de leg. poco mas ó menos en todas direcciones: se encuentran en él dos pequeños montes de encina, bastante poblados, y le atraviesa un arroyo titulado Arevalillo, que pasa á la der. del pueblo. caminos los que dirigen á los pueblos limítrofes. El correo se recibe de la cap. por un encargado. prod.: trigo, cebada, centeno, algarrobos, garbanzos, yerbas y bellotas; mantiene gando lanar, vacuno, caballar y asnal; cria caza de liebres, conejos y perdices, lobos y zorras. ind. y comercio: la agricola; cria de ganados de todas clases; y esportacion de los frutos sobrantes y ganados. pobl.: 24 vec., 68 alm. cap.- prod.: 315,525 rs. imp.: 12,621. ind. y fabriel 500. contr.: 1,674 rs. con 10 mrs.
(Madoz, 1847, p. 574)

Hasta la reforma de la nomenclatura municipal de 1916 el municipio se llamaba simplemente Grandes. En dicha fecha su nombre fue modificado por el de Grandes y San Martín.

## Demografía
Grandes y San Martín cuenta con una población de 32 habitantes (INE 2024).
| Gráfica de evolución demográfica de Grandes y San Martín entre 1842 y 2021 |
| |
| Población de derecho según los censos de población del INE. Población de hecho según los censos de población del INE.En estos censos se denominaba Grandes: 1857, 1860, 1877, 1887, 1897, 1900 y 1910. |

## Cultura

### Fiestas
Las fiestas patronales de Grandes son el 29 de agosto.